# Злая, Марфа Фёдоровна
Марфа Фёдоровна Злая (21 июля 1923, Носовка, Черниговская губерния — 17 мая 1987, Носовка, Черниговская область) — передовик советского сельского хозяйства, доярка колхоза имени Кирова Носовского района Черниговской области, Герой Социалистического Труда (1949).

## Биография
Родилась 21 июля 1923 года в селе Носовка (ныне в Черниговской области) в крестьянской украинской семье. В три месяца осталась без отца, а чуть позже и вовсе полной сиротой.
Подростком начала работать в полеводческой бригаде, выращивала свёклу и картофель. В 1941—1943 годах находилась на оккупированной территории, проживала в родном селе.
После освобождения возобновила работу в колхозе, стала трудиться конюхом. Позже стала работать телятницей, а затем перешла на молочно-товарную ферму дояркой. Постепенно начала добиваться высоких результатов. Сначала перешагнула порог в 4000 килограммов молока от каждой закреплённой коровы в среднем за год, а в 1970 году преодолела отметку в 6000 килограммов. 
«За выдающиеся успехи, достигнутые в развитии сельского хозяйства и выполнения пятилетнего плана продажи государству продуктов земледелия и животноводства», указом Президиума Верховного Совета СССР от 8 апреля 1971 года Марфе Фёдоровне Злой было присвоено звание Героя Социалистического Труда с вручением ордена Ленина и медали «Серп и Молот».
Продолжала работать дояркой в колхозе до выхода на заслуженный отдых. Была отличной наставницей для молодых работников.
Проживала в городе Носовка. Умерла 17 мая 1987 года. Похоронена на местном кладбище.

## Награды
- Медаль «Серп и Молот» (08.04.1971);
- дважды орден Ленина (22.03.1966, 08.04.1971);
- другие медали.